# 巴黎楠泰尔大学
巴黎楠泰尔大学（法語：Université Paris-Nanterre，曾稱巴黎第十大学（Paris-X），创建于1964年，前身为楠泰尔文学院。位于法国巴黎西北部的郊区。从1966年起，这个地方成为左翼学生运动的基地。
1968年法国学生运动最初在这座大学中爆发。1968年3月22日，学生们为了要求男学生自由进出女学生宿舍，而占领了学校行政大楼。该学生运动的领导者是丹尼爾‧龔本第。该校现有35000余名在校生，开设200多门专业课程。法国總統埃瑪紐耶爾·馬克宏畢業於哲學系。前任总统尼古拉·萨科齐和第11任IMF总裁克里斯蒂娜·拉加德等政經界人物毕业于该校法律系。

## 知名校友
- 艾曼紐·馬克宏：法國 第25任總統。
- 尼古拉·薩科吉：法國 第23任總統。
- 盧修一，台灣黨外運動志士、三屆立法委員。
- 鄭麗君：臺灣第3任文化部部長。